# Eudalaca bacotii
Eudalaca bacotii is een vlinder uit de familie wortelboorders (Hepialidae). De wetenschappelijke naam van deze soort is voor het eerst geldig gepubliceerd in 1900 door Quail.
De soort komt voor in tropisch Afrika.